# Медведев, Виктор Александрович
Виктор Александрович Медведев (1922—1984) — гвардии подполковник Советской Армии, участник Великой Отечественной войны, Герой Советского Союза (1946).

## Биография
Виктор Медведев родился 21 февраля 1922 года в деревне Бородулино (ныне — Калязинский район Тверской области). Окончил семь классов школы и школу фабрично-заводского ученичества, после чего работал слесарем. Занимался в аэроклубе.
В 1939 году Медведев был призван на службу в Рабоче-крестьянскую Красную Армию. Окончил Таганрогскую военную авиационную школу лётчиков.
С июля 1943 года — на фронтах Великой Отечественной войны.
К ноябрю 1944 года гвардии старший лейтенант Виктор Медведев командовал звеном 79-го гвардейского штурмового авиаполка (2-й гвардейской штурмовой авиадивизии, 6-го штурмового авиационного корпуса, 16-й воздушной армии, 1-го Белорусского фронта). К тому времени он совершил 100 боевых вылетов на штурмовку и бомбардировку скоплений боевой техники и живой силы противника, его важных объектов, лично сбил 2 вражеских самолёта, добыл большое количество важных разведданных.
Указом Президиума Верховного Совета СССР от 15 мая 1946 года за «мужество и героизм, проявленные при нанесении штурмовых ударов по врагу» гвардии старший лейтенант Виктор Медведев был удостоен высокого звания Героя Советского Союза с вручением ордена Ленина и медали «Золотая Звезда» за номером 7052.
После окончания войны Медведев продолжил службу в Советской Армии.
В 1957 году в звании гвардии подполковника он был уволен в запас.
Проживал и работал сначала в Калинине, затем в Николаеве.
Умер 7 января 1984 года, похоронен в Николаеве.

## Награды
Был также награждён двумя орденами Красного Знамени, орденом Отечественной войны 1-й степени, двумя орденами Красной Звезды, рядом медалей.